# Чёрная вдова (фильм, 1977)
«Чёрная вдова» (исп. La viuda negra) — мексиканский художественный фильм, поставленный режиссёром Артуро Рипстайном по роману мексиканского писателя Рафаэля Солана.

## Сюжет
Мексика, первая половина двадцатого века.
Матея Гутьеррес, оставшись в детстве без родителей, воспитывается в приюте при женском католическом монастыре. Выйдя из приюта, молодая женщина уезжает в небольшой провинциальный городок и устраивается служанкой при церкви, где служит священником пожилой падре Фелисиано.
Живущий в городе молодой врач обращает внимание на красивую служанку. С разрешения падре Фелисиано он приглашает Матею на прогулку наедине, но на пустынном берегу озера пытается сорвать с Матеи одежду и изнасиловать её. Получив отпор, он затаивает на Матею обиду.
Матея и падре Фелисиано вступают в интимную связь. Население городка узнает об этом от врача, случайно открывшего эту тайну. Врагом Матеи становится также и её подруга Урсула, которая до этого была любовницей падре Фелисиано.
Внезапно падре Фелисиано умирает. Вместо него в городок присылают нового священника — молодого и красивого. Матея с первого взгляда в него влюбляется, но священник отвергает её любовь, даже когда она в порыве страсти совершенно нагая приходит к нему в комнату.
Узнав об этом, обыватели городка устраивают травлю Матеи, обвиняя её в том, что она сексом доконала старого священника, а теперь взялась за молодого, и дают ей прозвище «чёрная вдова» — так в Мексике называют самок пауков, которые во время спаривания убивают и съедают пауков-самцов.

Исела Вега в роли Матеи Гуттерес. Кадр из фильма

## В ролях
| Актёр                | Роль              |
| -------------------- | ----------------- |
| Исела Вега           | Матея Гутьеррес   |
| Марио Альмада        | падре Фелисиано   |
| Серхио Хименес       | доктор            |
| Хильда Агирре        | Урсула            |
| Хуан Анхель Мартинес | молодой священник |

## Награды
- Исела Вега удостоилась премии «Ариэль», учреждённой Мексиканской академии кинематографических искусств и наук, в номинации «Лучшая женская роль» на XXVI церемонии вручения (1984)[1]
- «Диоса де Плата» за лучшую музыку, Мексика (1984)[1]